# Artoria segrega
Artoria segrega är en spindelart som beskrevs av Vink 2002. Artoria segrega ingår i släktet Artoria och familjen vargspindlar. Inga underarter finns listade i Catalogue of Life.